# 王借街岗古火山遗址
王借街岗古火山遗址是一处位于中国广东省佛山市禅城区张槎的古遗址，1998年4月30日公布为佛山市文物保护单位，2006年10月25日被剔除出佛山市文物保护单位名单。
王借街岗古火山遗址的历史年代为远古。